# Mötzing
Mötzing ist eine Gemeinde im Oberpfälzer Landkreis Regensburg in Bayern.

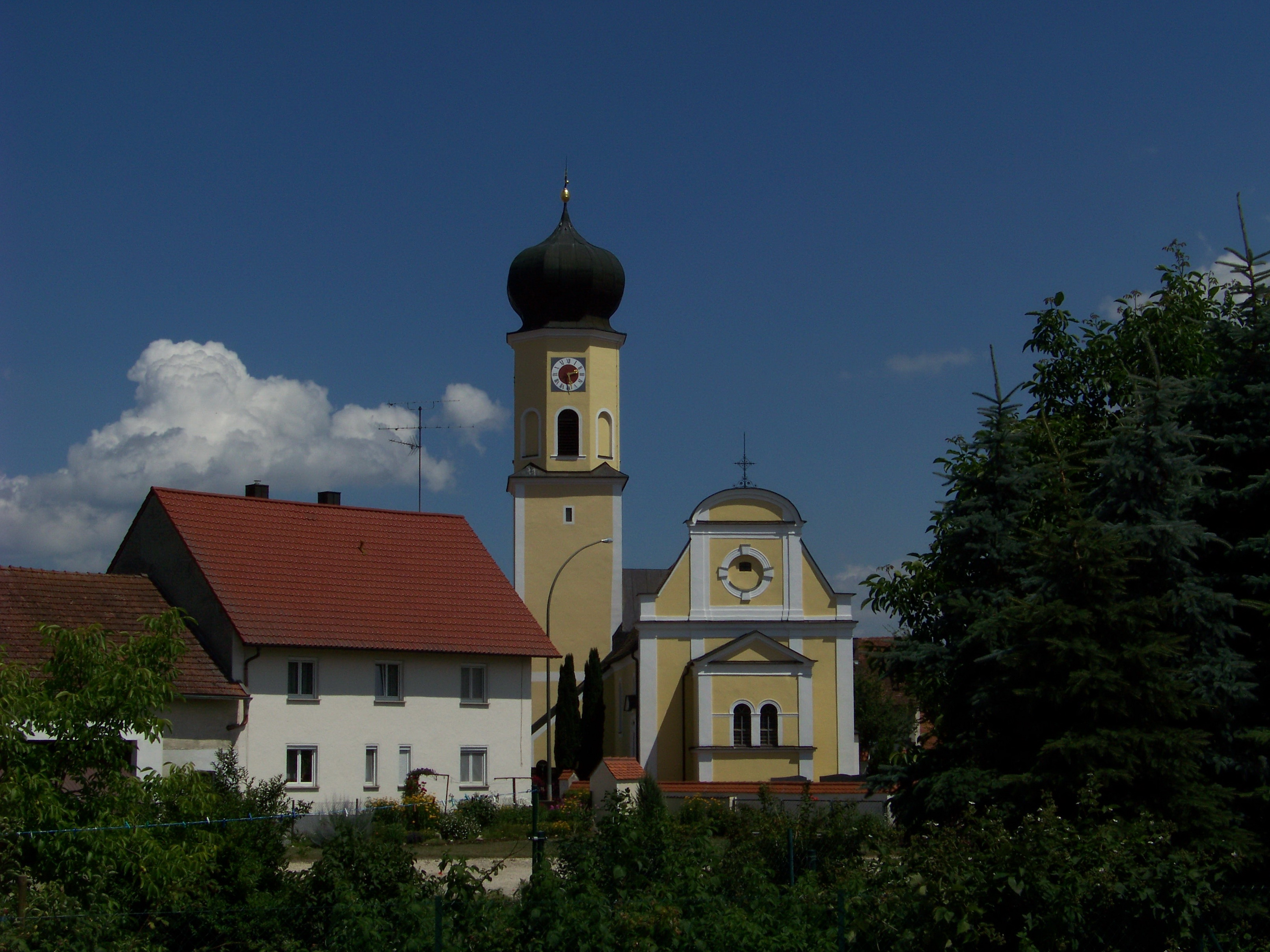
Kirche Maria Immaculata Mötzing

## Geografie

### Geografische Lage
Mötzing liegt in der Region Regensburg.

### Gemeindegliederung
Es gibt sechs Gemeindeteile (in Klammern ist der Siedlungstyp angegeben):
- Dengling (Kirchdorf)
- Mötzing (Kirchdorf)
- Oberhaimbuch (Kirchdorf)
- Schafhöfen (Weiler)
- Schönach (Pfarrdorf, Vorwahl 09429)
- Unterhaimbuch (Weiler)

Es gibt die Gemarkungen Dengling, Haimbuch, Mötzing und Schönach.

## Geschichte

### Bis zum 19. Jahrhundert
Mötzing gehörte zum Rentamt Straubing und zum Landgericht Haidau des Kurfürstentums Bayern. Im heute zur Gemeinde zählenden Schönach (ehemals Gericht Straubing) besaßen die Grafen von Seinsheim bis 1797 eine geschlossene Hofmark. 1818 entstand die heutige politische Gemeinde Mötzing sowie Haimbuch und Schönach. In Dengling bestand bis 1848 das Patrimonialgericht der Familie Berchem.

### 20. Jahrhundert
Zum Ende des Zweiten Weltkrieges im April 1945 begannen die Todesmärsche von KZ-Häftlingen aus dem KZ Flossenbürg in das KZ Dachau. Ein Todesmarsch führte ca. 200 Häftlinge am 24. April 1945 von Schönach über Haimbuch nach Mötzing. In Mötzing übernachteten die Häftlinge in einer freistehenden Scheune, dem Hofmeisterstadel, die von der SS strengstens bewacht wurde. Am nächsten Morgen, dem 25. April, ging es weiter nach Sünching. Drei junge Häftlinge namens Janek Silberberg, Samuel Berger und Heinrich Chensinski versteckten sich im Stroh der Scheune und entkamen somit dem Todesmarsch. Bei dem Weitermarsch fiel ein Häftling vor Erschöpfung zu Boden, daraufhin wurde er von einem SS-Mann mit einem Kopfschuss getötet. Zwei Häftlinge mussten den Erschossenen bis zum Dorfrand mitziehen. Am Dorfrand nahe der Laaber wurden weitere sechs schwache Häftlinge erschossen und verscharrt. Der damalige Pfarrer Alois Braun veranlasste, dass die sieben getöteten Leichen in den Mötzinger Friedhof umgebettet wurden.

### Eingemeindungen
Am 1. Januar 1972 erfolgte im Zuge der Gebietsreform in Bayern die Zusammenlegung der vier Gemeinden Dengling, Haimbuch, Mötzing und Schönach zur neuen Gemeinde Mötzing.

### Einwohnerentwicklung
Zwischen 1988 und 2018 wuchs die Gemeinde von 1226 auf 1623 um 397 Einwohner bzw. um 32,4 %.
| Jahr      | 1961 | 1970 | 1987 | 1991 | 1995 | 2000 | 2005 | 2010 | 2015 | 2020 |
| --------- | ---- | ---- | ---- | ---- | ---- | ---- | ---- | ---- | ---- | ---- |
| Einwohner | 1416 | 1378 | 1230 | 1277 | 1335 | 1394 | 1448 | 1661 | 1713 | 1366 |

## Politik
- FWG S: 4
- FWG M: 4
- FWG H: 2
- FWG D: 2

### Gemeinderat
Der Gemeinderat besteht aus zwölf Mitgliedern. Bei der Kommunalwahl vom 15. März 2020 haben von den 1175 stimmberechtigten Einwohnern in der Gemeinde Mötzing, 794 von ihrem Wahlrecht Gebrauch gemacht, womit die Wahlbeteiligung bei 67,57 Prozent lag.

### Bürgermeister
Erster Bürgermeister ist seit 1. Mai 2014 Reinhard Knott (Freie Wählergruppe Haimbuch). Bei der Kommunalwahl vom 15. März 2020 wurde dieser mit 91,93 % der Stimmen wiedergewählt.

## Wappen
| Wappen von Mötzing | Blasonierung: „Geviert; 1: in Gold ein schwarzer Schrägbalken; 2: in Rot ein silberner Schrägwellenbalken; 3: fünfmal gespalten von Silber und Blau; 4: in Silber ein durchgehendes schwarzes Balkenkreuz, belegt mit einem goldenen Fadenkreuz.“ |
| Wappen von Mötzing | Das Wappen wird seit 1985 geführt. |

## Baudenkmäler

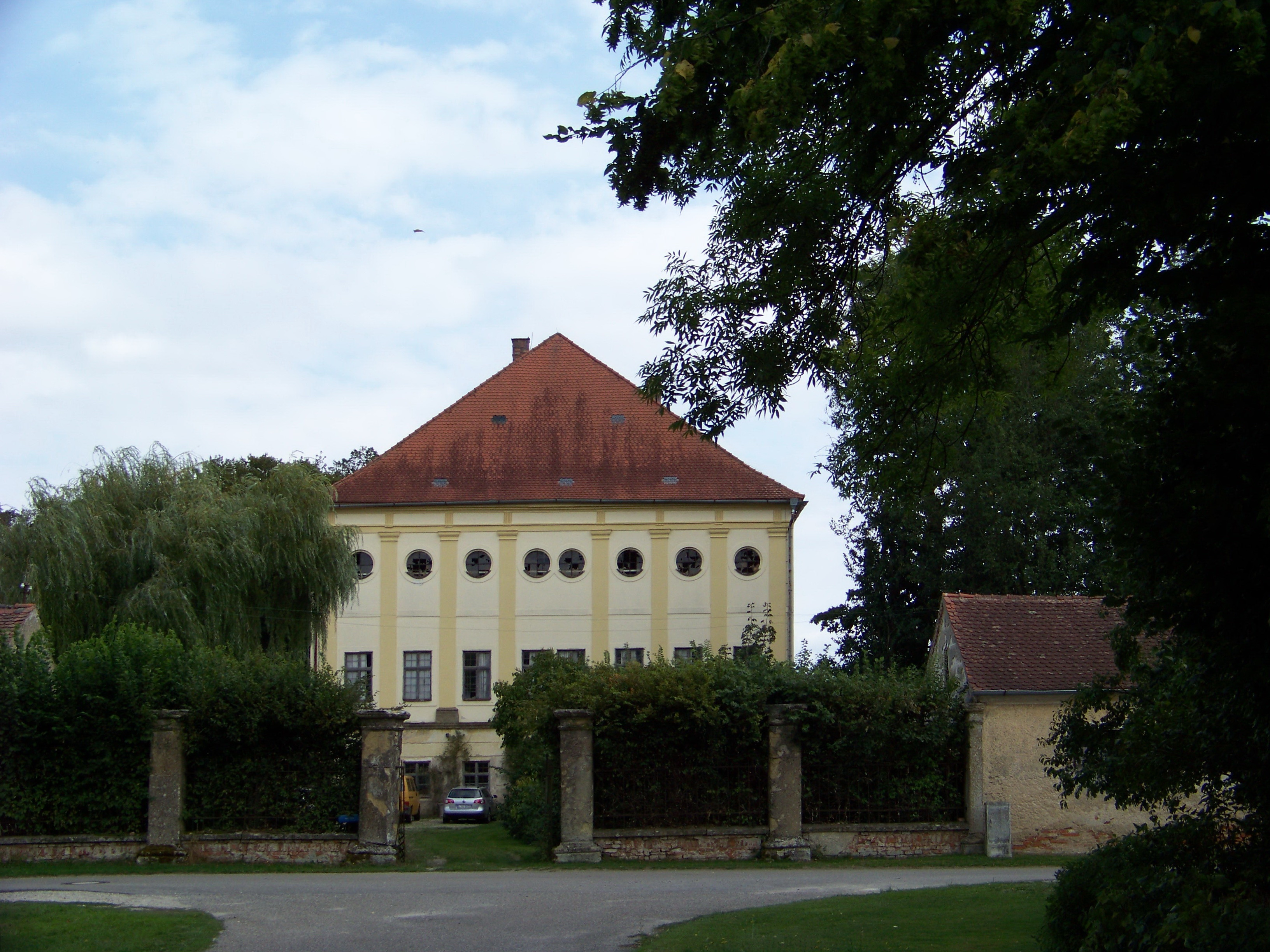
Schloss Schönach

- Schloss Schönach: ein Schloss Schönach wird erstmals im 12. Jahrhundert erwähnt, Erbauer waren die Herren von Schönach, die bis zum Ende des 14. Jahrhunderts dort herrschten. Spätere Besitzer waren die Paulsdorfer, die Seiboldsdorfer, die Königsfelder, um 1726 gehörte es dem Grafen Emanuel von Arco. 1764 kauften es die Grafen von Seinsheim. Der dreigeschossige Walmdachbau besitzt eine barocke Innenausstattung von nach 1703, ausgeführt unter anderem von Hans Georg Asam.

## Wirtschaft einschließlich Land- und Forstwirtschaft
Es gab im Jahr 2020 nach der amtlichen Statistik im produzierenden Gewerbe 42 sozialversicherungspflichtig Beschäftigte am Arbeitsort. In sonstigen Wirtschaftsbereichen waren am Arbeitsort 28 Personen sozialversicherungspflichtig beschäftigt. Sozialversicherungspflichtig Beschäftigte am Wohnort gab es insgesamt 667. Im verarbeitenden Gewerbe gab es keinen, im Bauhauptgewerbe einen Betrieb. Zudem bestanden im Jahr 2016 39 landwirtschaftliche Betriebe mit einer landwirtschaftlich genutzten Fläche von 1457 ha, davon waren 1437 ha Ackerfläche.